# Happy Circus
Happy Circus era un programma televisivo italiano di intrattenimento, andato in onda dal 31 ottobre 1981 al 2 gennaio 1982, dal lunedì al sabato alle 18,50  su Rai 1, con la conduzione di Sammy Barbot, Liana Orfei e Paolo Cavallina.

## Il programma
Il programma, un varietà-contenitore musicale ambientato nel mondo del circo, verteva sulle esibizioni della Orfei e sulle interviste del giornalista Cavallina ai numerosi ospiti musicali, che presentavano brani tratti dai propri lavori discografici del periodo, girando una serie di videoclip ante litteram.
La sigla iniziale era Every Little Thing She Does Is Magic del gruppo The Police.
Sammy Barbot incise la sigla finale Aria di casa, che divenne un grande successo discografico di quell'anno.